# Skammdegi
Skammdegi é um filme de drama islandês de 1985 dirigido e escrito por Þráinn Bertelsson e Ragnheiður Arnardóttir. Foi selecionado como representante da Islândia à edição do Oscar 1986, organizada pela Academia de Artes e Ciências Cinematográficas.

## Elenco
- Ragnheiður Arnardóttir - Elsa
- María Sigurðardóttir - Unnur
- Hallmar Sigurðsson - Magnús
- Eggert Þorleifsson - Einar
- Tómas Zoëga - Gísli
- Valur Gíslason - Stjórnarformaður
- Tómas Agnar Tómasson - Stjórnarmaður